# Institut Jules Bordet
Pour les articles homonymes, voir Jules Bordet et Bordet.
L’institut Jules Bordet est un établissement hospitalier de Bruxelles qui fait partie depuis 1998 de l'Interhospitalière Régionale des Institutions de Soins (IRIS), coupole des hôpitaux de la région de Bruxelles-Capitale. L'institut est un hôpital aigu, mono-spécialisé, comprenant 160 lits chirurgicaux-médicaux dont 80 lits universitaires, situé à Anderlecht à proximité de l’hôpital Erasme. Il est entièrement consacré à la prévention, au traitement et à la recherche dans le domaine de la cancérologie.

## Historique

### Prélude
En 1822, le Conseil Général des Hospices et Secours de Bruxelles entreprit la construction du Grand Hospice de la rue du Canal avec un pavillon spécial pour les cancéreux.
À la fin du XIXe siècle, l'ULB et la Commission d'Assistance Publique (CAP, devenue CPAS depuis) de la Ville de Bruxelles, unissent leurs efforts dans ce domaine.
En 1925, un Centre des Tumeurs est bâti sur le site de l'hôpital Brugmann, sous l'impulsion du Dr Antoine Depage.
Le 15 février 1935, les deux instances décident de la construction d'un centre oncologique spécialisé, sur le site de l’hôpital Saint-Pierre: l'Institut Jules Bordet, du nom du médecin belge prix Nobel de physiologie ou médecine de 1919. Les architectes Stanislas Jasinski et Gaston Brunfaut dirigeront sa construction jusqu'en 1939. L'institut est inauguré le 21 juin 1939 par le Roi Léopold III. Il sera occupé par l'armée allemande en 1940 et par l'armée anglaise après la libération de Bruxelles en septembre 1944.
Suzanne Simon y dirige le service de radiologie médicale et de radiumthérapie à partir de 1940, et en prend officiellement la tête en 1947.

### Centre anticancéreux
En 1948, le Centre des Tumeurs rejoint l'Institut et y développe essentiellement la radiothérapie. En 1950, le Pr Albert Claude (prix Nobel de physiologie ou médecine en 1974) y crée d'autres services cliniques et de recherche. Après l'introduction de la chimiothérapie en 1949, Albert Claude et le Dr Henri Tagnon mettent en place en 1953 le service de Médecine Interne, en 1954 un Service de Chirurgie et en 1956 un service d'anatomie pathologique à l'initiative du Dr Claude Gompel, tous inspirés par le Memorial Hospital de New York. En deux décennies, ils développent un centre anticancéreux de renommée mondiale. En 1964, sous l'impulsion de Henri Tagnon, l'Organisation européenne pour la recherche et le traitement du cancer est créé. En 1969, Claude y crée le premier Conseil Médical dans un hôpital belge, tandis que Mme Targnon et Mme J Van Halteren fondent l'asbl Les Amis de l'Institut Bordet afin de récolter des fonds privés pour la recherche. Plusieurs médecins renommées sont affiliés de l'institut comme Martine Piccart, Dominique Bron,...

### Expansion
- En 1970, l'ULB permet la construction d'un bâtiment pour abriter les laboratoires de recherche.
- En 1977, la Polyclinique A. Claude et l’Hôpital de Jour pour les traitements chimiothérapiques ambulants sont créés.
- En 1999, avec l'aide de la Région bruxelloise, une nouvelle unité de traitement par curiethérapie et haute dose de radio-isotopes est construite.

Malgré de nombreuses rénovations et acquisitions de matériel de pointe, rendues possibles notamment grâce aux apports des Amis de l'Institut Bordet, la localisation de l'Institut en plein centre ville rend sa modernisation de plus en plus problématique. Sa reconstruction sur le campus d'Anderlecht de l'ULB, à côté de l'hôpital académique Erasme et de la Faculté de Médecine, est envisagée dans les années 2000.

### Reconstruction
Le projet définitif de reconstruction est approuvé en 2011. Il constitue une extension de 30.000 à 80.000 m² et une croissance de 160 à 250 lits. La première pierre est posée en mai 2014. Le nouveau site a ouvert ses portes en novembre 2021.

### Regroupement
Le 6 septembre 2018, un regroupement (au sens de la loi belge sur les hôpitaux) avec l'hôpital Erasme est annoncé par les autorités de la Ville de Bruxelles et de l'ULB, visant à terme le rapprochement dans une organisation unique.
Ce regroupement s'est concrétisé en 2021 par la constitution de l'Hopital Universitaire de Bruxelles.

## Accès
| ___ | Ce site est desservi par la station de métro : Érasme. |